# Ana Lucia Araujo
Ana Lucia Araujo   (Santa Maria, 7 de maig de 1971) és una historiadora i autora brasilera, resident als Estats Units. Araujo és una especialista de la història, de la memòria pública, del patrimoni i de la cultura visual de l'esclavitud. Diplomada per la Universitat Federal de Rio Grande do Sul (Brasil) al 1995, té un màster en Història de Brasil del 1997. El 2004, obté un doctorat en Història de l'art de la Universitat Laval (Canadà) i al 2007 un doctorat en història i antropologia social i històrica en la Universitat Laval (Canadà) i l'École d'Hautes Études en Sciences Socials (França). Des del 2008, ensenya en Howard University, universitat històricament negra de Washington, districte de Columbia, Estats Units, on des del 2014 és professora titular. Al 2017 Araujo fou nomenada membre del comité científic internacional del projecte “La Ruta de l'Esclau: resistència, llibertat, patrimoni” de la UNESCO.

## Recerques
Ana Lucia Araujo investiga la història i la memòria pública de l'esclavitud en el món atlàntic. És autora de diversos llibres sobre la història i la memòria de l'esclavitud, com Public Memory of Slavery: Victims and Perpetrators in the Atlantic World (2010) i Shadows of the Slave Past: Memory, Slavery, and Heritage (2014). El seu llibre Public Memory of Slavery (2010) explora les relacions històriques entre Brasil (Bahia) i el vell Regne del Dahomey (República de Benín) durant l'època de l'esclavisme en l'Atlàntic. Araujo investiga com els actors socials d'aquestes zones han recordat els temps d'esclavitud i com desenvoluparan les seues identitats amb la construcció de monuments i museus. En Shadows of the Slave Past (2014), Ana Lucia examina els processos de l'herència de l'esclavitud a Amèrica, aquesta vegada en un estudi comparatiu centrat en Brasil i Estats Units. El seu primer llibre, Romanticisme tropical: l'aventura d'un pintor francés al Brasil, explora com els diaris de viatge francesos, especialment el relat de l'artista francés François-Auguste Biard (1799-1882), Deux années au Brésil, contribuïren a la construcció de la imatge del Brasil a Europa.

## Publicacions

### Llibres
- Reparations for Slavery and the Atlantic Slave Trade: A Transnational and Comparative History. London, New York: Bloomsbury, 2017. 288 p. ISBN 135001060X.
- Romantismo tropical: Um pintor francês ens tròpics. São Paulo: Editora dona Universidade de São Paulo, 2017.
- Brazil through the French Eyes: A Nineteenth-Century Artist in the Tropics. Albuquerque Arxivat 2015-05-18 a Wayback Machine.. Albuquerque: University of New Mexico Press, 2015. 264 p. ISBN 0826337457.
- African Heritage and Memories of Slavery in Brazil and the South Atlantic World, compiladora. Amherst, NY: Cambria Press, 2015. 428 p. ISBN 1604978929
- Shadows of the Slave Past: Memory, Heritage, and Slavery. New York: Routledge, 2014. 268 p. ISBN 0415853923.
- Politics of Memory: Making Slavery Visible in the Public Space. New York: Routledge, 2012. 296 p. ISBN 0415526922
- Paths of the Atlantic Slave Trade: Interactions, Identities and Images, compiladora. Amherst, NY: Cambria Press, 2011. 476 p. ISBN 1604977477
- Crossing Memories: Slavery and African Diaspora compiladora amb Mariana P. Candido, and Paul I. Lovejoy. Trenton, NJ: Africa World Press, 2011. 308 p. ISBN 1592218202.
- Public Memory of Slavery: Victims and Perpetrators in the South Atlantic. Amherst, NY: Cambria Press, 2010. 502 p. ISBN 1604977140.
- Living History: Encountering the Memory of the Heirs of Slavery, compiladora. Newcastle, UK: Cambridge Scholars Publishing, 2009. 290 p. ISBN 1443809985
- Romantisme tropical: l'aventure illustrée d'un peintre français au Brésil.Quebec: Presses de l'Université Laval, 2008. 282 p. ISBN 2763786022.